# Hoya griffithii
Hoya griffithii là một loài thực vật có hoa trong họ La bố ma. Loài này được Joseph Dalton Hooker mô tả khoa học đầu tiên năm 1883.